# Chemistry of Heterocyclic Compounds
Chemistry of Heterocyclic Compounds (abgekürzt Chem. Heterocycl. Compd. oder nach der deutsch-russischen Transkription Khim. Geterotsikl. Soedin., deutsch Chemie heterocyclischer Verbindungen, russisch Химия гетероциклических соединений) ist eine monatlich im Peer-Review-Verfahren bei Springer Science+Business Media erscheinende wissenschaftliche Fachzeitschrift. Die Zeitschrift erscheint sowohl auf Russisch als auch auf Englisch (ISSN 0009-3122). Sie erschien erstmals 1965 und behandelt Themen mit Bezug zu Heterocyclen. Der Impact Factor lag 2022 bei 1,5. Die CODEN der englischen Übersetzung ist CHCCAL.

## Chefredakteure
- 1965–1975: Solomons Hillers
- 1975–1985: Jānis Stradiņš
- 1985–2009: Edmunds Lukevics
- 2010–2018: Ivars Kalviņš
- 2019–2022: Alexander Terentjew
- seit 2022: Wolotschnjuk Dmytro Mychajlowytsch